# Mesochorus perniciosus
Mesochorus perniciosus är en stekelart som beskrevs av Henry Lorenz Viereck 1911. Mesochorus perniciosus ingår i släktet Mesochorus och familjen brokparasitsteklar. Inga underarter finns listade i Catalogue of Life.